# Alfred Caraven-Cachin
Alfred Caraven-Cachin (1839-1903) est un scientifique, archéologue et écrivain français, originaire du Tarn. Durant sa carrière, il s'intéressera aux sciences de la Nature, comme la botanique, la zoologie, la malacologie, la géologie, ou la minéralogie, mais aussi à l'archéologie (et en particulier la période préhistorique).

## Biographie
Né à Castres le 5 juillet 1839, Alfred Caraven est le fils d'un commerçant catholique castrais, Antoine Eustache Caraven, et d'une écrivaine peu connue, Marie Vaissière. Il ajoutera en 1866 à son nom de naissance celui de son arrière grand-oncle, le baron et ingénieur de renom Joseph Cachin, prenant ainsi pour nom Alfred Caraven-Cachin. Après avoir découvert des ossements anciens ayant appartenu à des mammifères de l'ère tertiaire en compagnie de Léonce Roux, il écrit ses premières notes géologiques à l'âge de 24 ans (1863). Il confie par ailleurs les ossements trouvés à Jean-Baptiste Noulet, puis à Paul Gervais et enfin à Henri Filhol (qui les fera figurés dans son livre Études sur les vertébrés fossiles d’Issel, lire en ligne).
Il rejoint la Société littéraire et scientifique de Castres. En 1877, il co-fonde la Commission des Antiquités de Castres, dont il devient secrétaire de 1879 à 1882. Il quitte finalement la ville de Castres un an plus tard, en 1883, pour s’installer à Salvagnac, ville de son mariage. Dès lors, il s'intéresse surtout au Nord du département tarnais, ainsi qu'au Tarn-et-Garonne. En 1885, il envoie le manuscrit de son "Esquisse géographique et géologique du département du Tarn" (une carte géologique du Tarn) à l'Académie des Sciences. Le grand géologue Gabriel Auguste Daubrée souligne ainsi le "grand labeur" de ce "travailleur isolé, très zélé et habile explorateur", qui a conduit à une "accumulation considérable de faits". Cependant, malgré tout son travail, il peine à être reconnu, car n'a pas suivi la moindre formation universitaire et se perd souvent dans ses recherches et suppositions. Il est de plus pris pour un "amateur".
Il meurt finalement à Salvagnac le 23 mai 1903.

## Ouvrages majeurs
Archéologie
- Carte archéologique du Tarn, 1867
- Sépultures gauloises, 1872
- Le Tarn et ses tombeaux, 1873
- Histoire de l'église de Saint-Jacques de Villegoudou (855-1805), 1877
- Les Origines de Gaillac, le cimetière mérovingien du Gravas, 1891

Géologie
- Esquisse géographique et géologique du département du Tarn, 1885 (carte géologique du Tarn)
- Description géographique, géologique, minéralogique, paléontologique, palethnologique et agronomique des départements du Tarn et de Tarn-et-Garonne, 1898

## Distinctions
- Lauréat de Académie des sciences, inscriptions et belles lettres de Toulouse, de la Société française d'archéologie et de la Société d’Archéologie de Béziers ;
- Membre Honoraire de l'Institut Grand-ducal ;
- Membre correspondant de la Société Géologique de France[2].